# Liste des comtes d'Astarac

Armes des comtes d'Astarac : écartelé d'or et de gueules.

 (août 2024).
Si vous disposez d'ouvrages ou d'articles de référence ou si vous connaissez des sites web de qualité traitant du thème abordé ici, merci de compléter l'article en donnant les références utiles à sa vérifiabilité et en les liant à la section « Notes et références ».

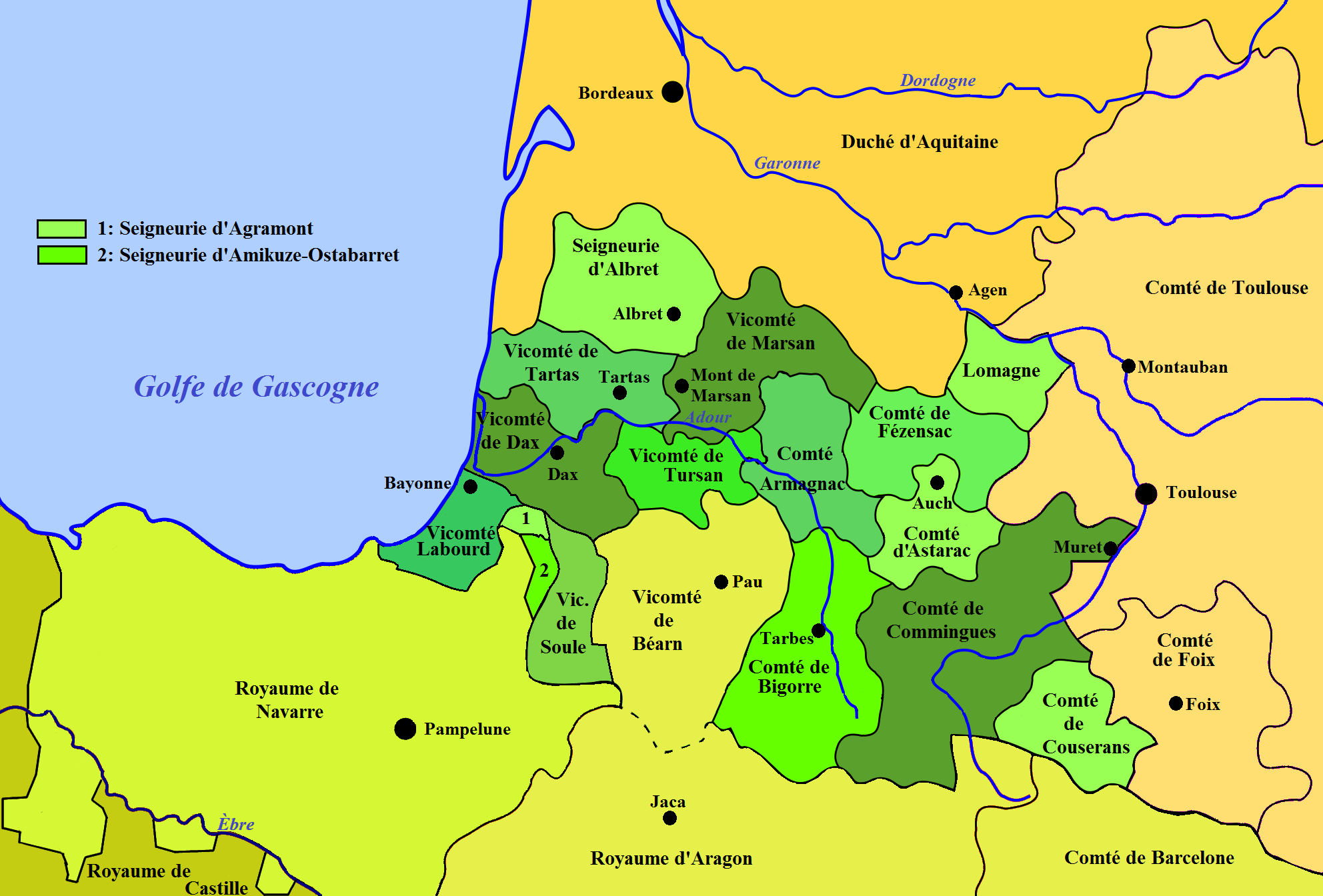
Situation du comté d'Astarac dans le duché de Vasconie.

Cet article présente la liste chronologique des comtes d'Astarac.

## Liste des comtes d'Astarac

### Maison d'Astarac (920-1511)
- Arnaud-Garcie' ou Arnaud Ier, dit Nonnat, troisième fils de Garcia Sanche, dit le Courbé, comte de Gascogne, et d'Amuna fille de Vulgrin d'Angoulême, 
  - épousa N..., dont il eut, parmi cinq enfants, 
    - Garcia Arnaud, qui suit ;

- Garcie-Arnaud[1], décédé avant 975, fils et successeur de Arnaud-Garcie, 
  - épousa N..., dont il eut:
    - Arnaud II, qui suit ;

- Arnaud II Garcie, décédé vers 1022-1023, fils et successeur de Garcia-Arnaud, 
  - épousa Talaise ou Athalèse, dont il eut quatre fils :
    - Guillaume, qui suit ;
    - Bernard Ier, dit Pelagos ;
    - Raymond-Garcie ;
    - Odon ou Adon, abbé de Simorre, puis archevêque d'Auch ;

- Guillaume, fils aîné d'Arnaud II et de Talaise,
  - épousa N..., dont il eut:
    - Sanche Ier, qui suit ;

- Sanche Ier, fils et successeur de Guillaume, 
  - épousa N..., dont il eut :
    - Bernard Ier, qui suit ;
    - Odon, moine de Simorre ;
    - Deux autres fils ;

- Bernard Ier, fils aîné et successeur de Sanche Ier, 
  - épousa (1) N..., dont il eut:
    - Sanche II
    - et Bernard II, qui suivent ;

  - épousa (2) Longebrune, dont il eut:
    - Boémond ou Bibermond, qui suit ;

- Sanche II, dit Aznaire-Sanche ;

- Bernard II ;

- Boémond ;

- Bernard III, fils de Bernard II, 
  - épousa N..., dont il eut deux fils :
    - Amanieu ;
    - Centule Ier, qui suit ;

- Centule Ier, fils et successeur de Bernard III, 
  - épousa Séguine ou Sygnis, fille de Géraud IV, comte d'Armagnac, dont il eut :
    - Bernard ;
    - Centule II, qui suit ;
    - Bernard IV, qui suit ;
    - Blanche, mariée à Sanche-Garcie, seigneur d'Aure ;

- Centule II, deuxième fils de Centule Ier et de Séguine d'Armagnac, 
  - épousa Pétronille, fille de Bernard IV, comte de Comminges, et de Marie de Montpellier. Il mourut sans descendance, le 23 août 1249 ;

- 1249 - v. 1291 : Bernard IV, troisième fils de Centule Ier et de Séguine d'Armagnac, 
  - épousa N..., dont il eut :
    - Centule III, qui suit ;
    - Jean ;
    - Bernard ;
    - Arnaud, marié à Jeanne de Faudoas ;

- v. 1291 - v. 1300 : Centule III, fils aîné et successeur de Bernard IV, 
  - épousa Assalide, fille d'Amanieu VI, sire d'Albret, dont il eut:
    - Bernard V, qui suit ;

- v. 1300 - v. 1331 : Bernard V, fils de Centule III et d'Assalide d'Albret,
  - épousa (1) Mathe, fille de Roger-Bernard III, comte de Foix, dont il eut :
    - Bernard ;
    - Amanieu, mort vers 1326 avant son père, second fils de Bernard V et de Mathe de Foix, épousa Cécile, fille de Bernard VII, comte de Comminges, dont il eut Centule IV

  - épousa (2) Tiburge, fille de Jourdain IV, baron de l'Isle-Jourdain ;

- v. 1331 - v. 1368 : Centule IV, fils d'Amanieu et de Cécile de Comminges, 
  - épousa Mathe, fille de Géraud III, vicomte de Fézensaguet, dont il eut :
    - Jean Ier, qui suit ;
    - Marguerite, mariée à Florimont de Lesparre ;
    - Cécile, mariée à Raymont-Bernard, seigneur de Durfort, puis à Jean-Jourdain VI, baron de l'Isle-Jourdain ;
    - Une troisième fille, mariée à Bertrand de La Mothe ;

- v. 1368 - v. 1395 : Jean Ier, fils de Centule IV et de Mathe de Fezensaguet, 
  - épousa (1) Catherine de Lautrec, dame d'Ambres, fille aînée d'Amalric IV, vicomte de Lautrec et d'Ambres ;
  - épousa (2) Maubrosse, fille de Géraud de la Barthe, dont il eut :
    - Mathe, mariée à Raimond-Roger III de Comminges-Couserans ;
    - Cécile ;

  - épousa (3) Philippe de Comminges-Couserans, sœur de Raimond-Roger III, dont il eut :
    - Jean II, qui suit ;
    - Marguerite, mariée à Bertrand III de Montferrand, seigneur de Langoiran ;
    - (Remarque : MedievalLands[2] n'accepte pas que le comte Jean Ier d'Astarac ait épousé en troisièmes noces la sœur de son gendre, et donne pour mère à ses derniers enfants : Maubrosse de La Barthe, n'accordant donc à Jean que deux mariages) ;

- v. 1395 - 1410 : Jean II, fils de Jean Ier et de Philippe de Comminges,
  - épousa N..., d'oú:
    - Bernard d'Astarac, mort jeune ;
    - Jean III, qui suit ;

- 1410 - 1458 : Jean III, fils de Jean II, 
  - épousa (1) Jeanne de Barbazan, dont il eut :
    - Catherine, mariée à Pierre de Foix, vicomte de Lautrec ;

  - épousa (2) Jeanne de Coarraze (sœur de Catherine de Coarraze, épouse de Mathieu de Foix) dont il eut :
    - Jean IV, qui suit ;
    - Marie, mariée à Charles d'Albret, seigneur de Sainte-Bazeille, puis à Jean de Savignac, seigneur de Belcastel ;

- 1458 - 1511 : Jean IV, fils de Jean III et de Jeanne de Coarraze, 
  - épousa Marie de Chambes, dame de Montsoreau, fille de Jean II de Chambes, dont il eut :
    - Marthe, qui suit ;
    - Jacqueline, mariée en 1508 à Antoine, baron de Mailly  ;
    - Madeleine, mariée à François II d'Avaugour, comte de Goëlo, puis à Charles de Montbel, comte d'Entremont ;

- 1511 : Marthe († v.1550), fille aînée de Jean IV et de Marie de Chambes,
  - épousa, en 1508, Gaston de Foix († 1536), dit le Boiteux, comte de Candale et de Benauges, captal de Buch, dont elle eut :
    - Charles, comte d'Astarac, mort en 1528 au siège de Naples, fiancé à la princesse Anne de Navarre;
    - Jean, comte d'Astarac, mort en 1532, marié à la princesse Anne de Navarre ;
    - Frédéric, qui suit ;
    - François, évêque d'Aire ;
    - Christophe, évêque d'Aire, grand aumônier de la reine de Navarre ;
    - Cinq autres enfants.

### Maison de Foix

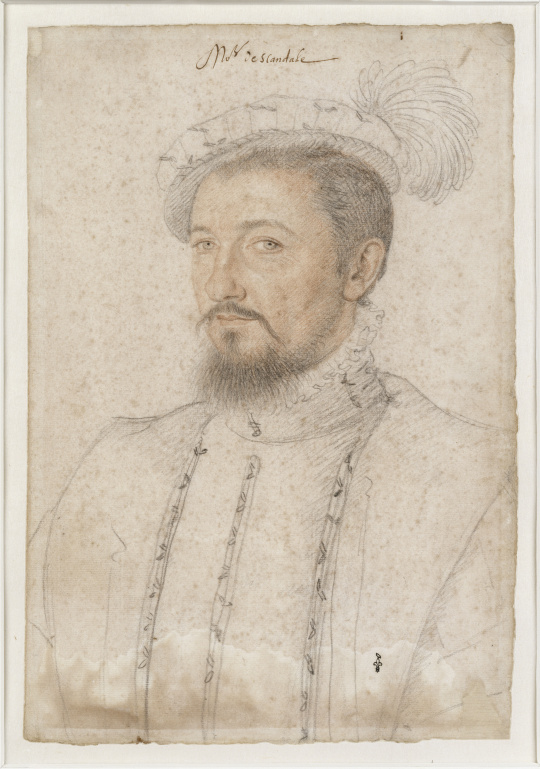
Frédéric de Foix, comte de Candale et d'Astarac, vers 1550, par François Clouet (Chantilly, musée Condé)

- 1536 : Frédéric de Foix, comte de Candale et d'Astarac, deuxième fils de Gaston de Foix et de Mathe d'Astarac,
  - épousa Françoise, fille de François II, comte de La Rochefoucault, dont il eut :
    - Henri de Foix, qui suit ;
    - Charlotte-Diane, mariée, en 1579, à Louis de Foix, son cousin, comte de Curson ;

- 1571 : Henri de Foix, fils de Frédéric de Foix et de Françoise de La Rochefoucault, 
  - épousa, en 1567, Marie, fille puînée du connétable Anne de Montmorency, dont il eut :
    - Marguerite, qui suit ;
    - Françoise, abbesse de sainte-Glossinde de Metz ;

- 1573 : Marguerite de Foix (morte en 1593), 
  - épouse en 1587  Jean-Louis de Nogaret (1554-1642) d'oú;
    - Henri (1591-1639), duc de Candale, et par son mariage duc d'Halluin ;
    - Bernard (1592-1661), 2e duc d’Épernon et de La Valette, comte d'Asatarac ;
    - et Louis (1593-1639), cardinal de La Valette, archevêque de Toulouse.

- 1642-1661 : Bernard de la Valette de Foix, dernier comte héréditaire d'Astarac. À sa mort ses domaines sont saisis par la couronne.
  - épouse le 12 décembre 1622 à Lyon Gabrielle-Angélique de Bourbon, fille légitimée du roi Henri IV et de la marquise de Verneuil, d'oú:
    - Anne-Louise-Christine (1625-1701), religieuse au Couvent des Carmélites en 1648
    - Louis-Charles-Gaston (1627-1658), mort prématurément sans postérité.

### Maison de Roquelaure
Les biens de Bernard de la Valette ayant été saisis, le comté d'Astarac fut adjugé à Gaston-Jean de Roquelaure.
- Antoine-Gaston de Roquelaure, fils de Gaston-Jean de Roquelaure, époux de Marie-Louise de Laval dont il eut :
  - Françoise, mariée à Louis II de Rohan-Chabot, prince de Léon puis duc de Rohan, fils aîné de Louis de Rohan-Chabot ;
    - Louis-Marie-Bretagne de Rohan-Chabot (1710-1791), duc de Rohan et dernier comte d'Astarac.